# Condamine (Ain)
Condamine ist eine französische Gemeinde mit 477 Einwohnern (Stand 1. Januar 2022) im  Département Ain in der Region Auvergne-Rhône-Alpes. Sie gehört zum Kanton Plateau d’Hauteville und zum Arrondissement Nantua.

## Geographie
Die Gemeinde Condamine liegt auf 570 m, etwa 22 Kilometer nordöstlich der Stadt Ambérieu-en-Bugey und 27 Kilometer ostsüdöstlich der Präfektur Bourg-en-Bresse (Luftlinie). Das Bauerndorf erstreckt sich im zentralen Bugey, in einer Talmulde im nördlichen Abschnitt der Senke der Combe du Val im Jura, am Eingang in das Vallée de Meyriat, am Nordfuß der Grande Montagne.
Die Fläche des 4,64 km² großen Gemeindegebiets umfasst einen Abschnitt des südlichen französischen Juras. Der westliche Teil wird von der breiten, in Nord-Süd-Richtung orientierten Mulde der Combe du Val eingenommen, die eine Synklinale im Faltenjura bildet. Diese Mulde wird durch den Borrey nach Norden zum Oignin entwässert. Von der Combe du Val erstreckt sich das Gemeindeareal ostwärts in das ausgedehnte Waldgebiet der Forêt de Meyriat, in dem mit 808 m die höchste Erhebung von Condamine erreicht wird. Die nördliche Abgrenzung bildet dabei das tief eingeschnittene Erosionstal Vallée de Meyriat.
Nachbargemeinden von Condamine sind Saint-Martin-du-Frêne im Norden, Chevillard im Osten, Vieu-d’Izenave im Süden sowie Maillat im Westen.

## Geschichte
Condamine wurde im 13. Jahrhundert erstmals als Pfarrei erwähnt. Das Dorf gehörte den Herren von Balmey, welche unter der Oberhoheit der Grafen von Savoyen standen. Mit dem Vertrag von Lyon gelangte es im Jahr 1601 an Frankreich. Seit der zweiten Hälfte des 18. Jahrhunderts wurde die Wasserkraft des Baches Doye für den Betrieb von Papiermühlen genutzt.

## Sehenswürdigkeiten
Die Kirche Saint-Pierre in Condamine wurde im 19. Jahrhundert neu erbaut.

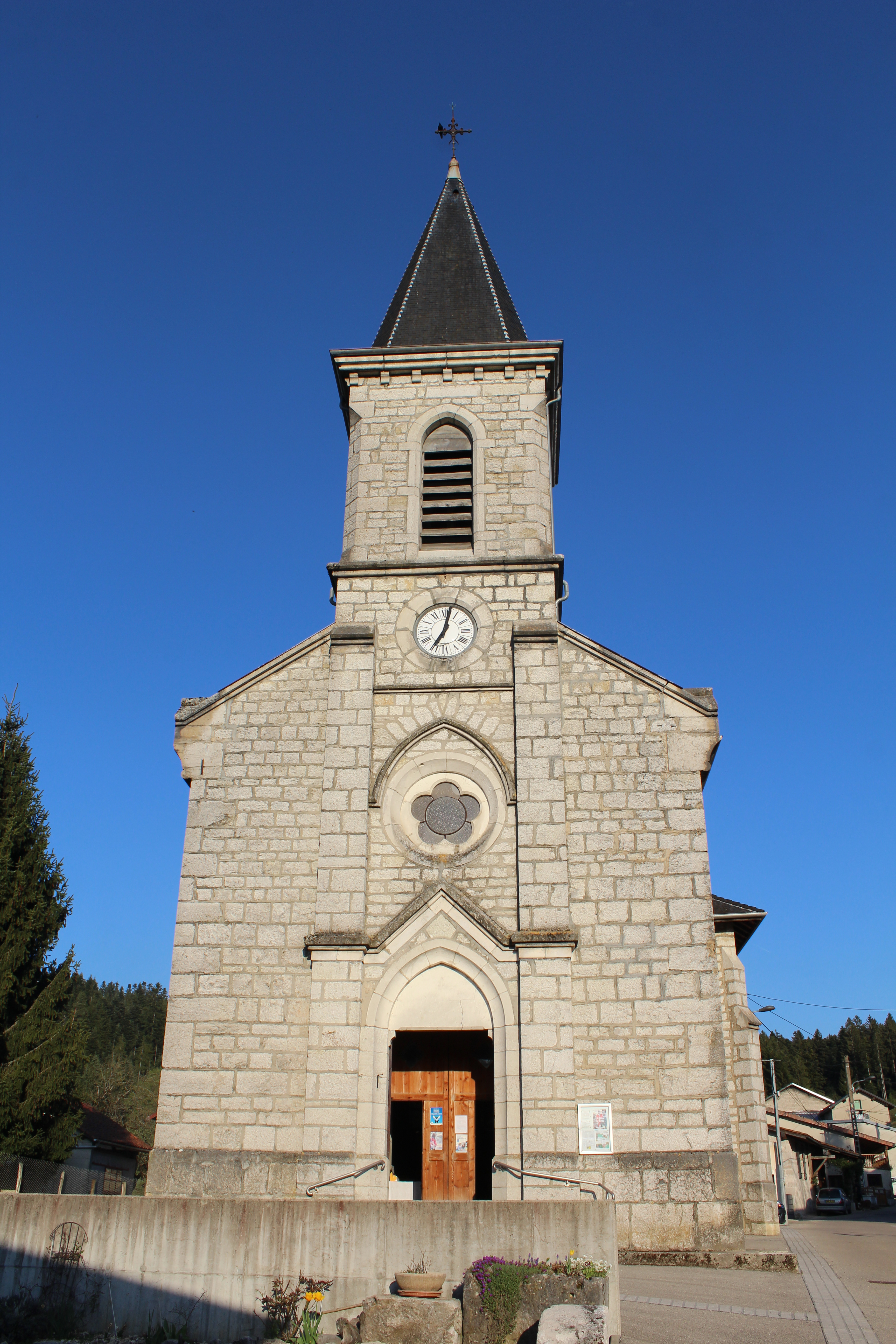
Kirche Saint-Pierre

## Bevölkerung
| Jahr                       | 1962 | 1968 | 1975 | 1982 | 1990 | 1999 | 2011 | 2020 |
| Einwohner                  | 206  | 182  | 148  | 194  | 248  | 285  | 406  | 473  |
| Quellen: Cassini und INSEE |      |      |      |      |      |      |      |      |

Mit 477 Einwohnern (Stand 1. Januar 2022) gehört Condamine zu den kleinen Gemeinden des Départements Ain. Nachdem die Einwohnerzahl in der ersten Hälfte des 20. Jahrhunderts abgenommen hatte (1911 wurden noch 289 Personen gezählt), wurde seit Mitte der 1970er Jahre wieder eine deutliche Bevölkerungszunahme verzeichnet. Seither hat sich die Bevölkerungszahl mehr als verdoppelt. Die Ortsbewohner von Condamine heißen auf Französisch Condaminois(es).

## Wirtschaft und Infrastruktur
Condamine war bis weit ins 20. Jahrhundert hinein ein vorwiegend durch die Landwirtschaft, insbesondere Milchwirtschaft und Viehzucht, sowie die Forstwirtschaft geprägtes Dorf. Daneben gibt es heute einige Betriebe des lokalen Kleingewerbes. Mittlerweile hat sich das Dorf auch zu einer Wohngemeinde gewandelt. Viele Erwerbstätige sind Wegpendler, die in den größeren Ortschaften der Umgebung ihrer Arbeit nachgehen.
Die Ortschaft liegt abseits der größeren Durchgangsstraßen an einer Departementsstraße, die von Saint-Martin-du-Frêne nach Hauteville-Lompnes führt. Weitere lokale Straßenverbindungen bestehen mit Maillat und Brénod. Der nächste Anschluss an die Autobahn A40 befindet sich in einer Entfernung von rund fünf Kilometern.
In Condamine befindet sich eine staatliche école primaire (Grundschule mit eingegliederter Vorschule).